# راکوانا
راکوانا (به لاتین: Rakwana) یک منطقهٔ مسکونی در سری‌لانکا است که در ناحیه راتناپورا واقع شده‌است.